# Municipio de Rockwell
El municipio de Rockwell (en inglés: Rockwell Township) es un municipio ubicado en el condado de Norman en el estado estadounidense de Minnesota. En el año 2010 tenía una población de 61 habitantes y una densidad poblacional de 0,73 personas por km².

## Geografía
El municipio de Rockwell se encuentra ubicado en las coordenadas 47°12′46″N 96°22′56″O / 47.21278, -96.38222. Según la Oficina del Censo de los Estados Unidos, el municipio tiene una superficie total de 83.79 km², de la cual 83,62 km² corresponden a tierra firme y (0,2 %) 0,17 km² es agua.

## Demografía
Según el censo de 2010, había 61 personas residiendo en el municipio de Rockwell. La densidad de población era de 0,73 hab./km². De los 61 habitantes, el municipio de Rockwell estaba compuesto por el 95,08 % blancos y el 4,92 % eran de una mezcla de razas. Del total de la población el 1,64 % eran hispanos o latinos de cualquier raza.